# NGC 3661
NGC 3661 este o galaxie lenticulară situată în constelația Cupa. A fost descoperită în 27 martie 1786 de către William Herschel. Se află la o distanță de 96,49 de megaparseci de Pământ.